# Atlético Muçulmano
Clube Atlético Muçulmano da Matola, beter bekend als Clube Atletico Muçulmano is een Mozambikaanse voetbalclub. De club speelt anno 2011 in de Moçambola, de hoogste voetbaldivisie van Mozambique.

## Palmares
- Beker van Mozambique

Winnaar (1) : 2007/2008

### CAFCompetities
- CAF Confederation Cup: 1 deelname

2009 - Voorrondes